# West Hants
West Hants est un district municipal (municipal district) situé en Nouvelle-Écosse au Canada dont la population est d'approximativement 13 881 habitants.

## Démographie
| 2001   | 2006   | 2011   | 2016   |
| ------ | ------ | ------ | ------ |
| 13 780 | 13 881 | 15 324 | 15 368 |